# Nani
Luís Carlos Almeida da Cunha (sinh ngày 17 tháng 11 năm 1986), thường được biết đến với tên gọi Nani hay Luis Nani, là một cựu cầu thủ bóng đá chuyên nghiệp người Bồ Đào Nha gốc Cabo Verde từng thi đấu ở vị trí tiền vệ cánh. Xuyên suốt sự nghiệp thi đấu của mình, anh nổi tiếng nhờ lối chơi giàu kỹ thuật, tốc độ, khả năng xử lý bóng tốt, đạo đức nghề nghiệp chuyên nghiệp và sự khéo léo trong lối chơi.
Nani bắt đầu sự nghiệp của mình với Sporting CP, gia nhập đội trẻ vào năm 2003 trước khi có trận ra mắt đội một vào năm 2005. Trong nhiệm kỳ hai năm ở Bồ Đào Nha, Nani đã giành được Cúp Bồ Đào Nha trong mùa giải 2006–07. Trước mùa giải 2007–08, màn trình diễn của Nani đã thu hút sự chú ý của câu lạc bộ Anh Manchester United, người đã có được sự phục vụ của anh ấy vào tháng 7 năm 2007. Anh đã giành được vị trí đội một gần như ngay lập tức và giành được bốn chức vô địch Premier League và UEFA Champions League 2007–08, cùng với FIFA Club World Cup 2008, hai League Cup và ba Community Shield. Sau khi trở lại Sporting cho mượn, trong đó anh ấy đã giành được Cup Bồ Đào Nha, anh ấy đã được ký hợp đồng với Fenerbahçe của Thổ Nhĩ Kỳ vào năm 2015, và một năm sau đó anh ấy đã ký hợp đồng với Valencia ở Tây Ban Nha. Anh gia nhập Sporting vào năm 2018, trước khi chuyển sang đội bóng của giải Major League Soccer, Orlando City, đội mà anh đã đội trưởng trong ba mùa giải trước khi rời đi vào cuối năm 2021. Vào tháng 1 năm 2022, anh chuyển đến Venezia, sau đó là Melbourne Victory ở Úc, Adana Demirspor ở Thổ Nhĩ Kỳ, và kết thúc sự nghiệp tại Estrela Amadora ở quê nhà Bồ Đào Nha.
Nani ra mắt quốc tế Bồ Đào Nha vào năm 2006, ghi bàn thắng đầu tiên trong quá trình này; kể từ đó đã tự xác lập mình là thành viên chủ chốt của họ. Anh đã đại diện cho đất nước của mình tại 4 giải đấu lớn, bao gồm ba kỳ UEFA Euro vào các năm 2008, 2012 và 2016, vô địch Euro 2016; ngoài ra anh cũng đã tham gia FIFA World Cup 2014. Anh đã có 112 lần ra sân quốc tế và ghi được 24 bàn thắng cho đến lần khoác áo cuối cùng vào năm 2017.

## Tiểu sử
Năm lên 5, bố đẻ của Nani là ông Domingos trở về quê cũ Cabo Verde, từ đó anh không còn được gặp lại ông, cũng không biết ông sống chết ra sao. Lên lớp 6, mẹ anh, bà Maria, bỏ sang Hà Lan lấy chồng mới. Từ đó, anh sống cùng với người dì cùng với 10 anh chị em ruột và 6 người anh họ tại thị trấn Santa Filomena. Cái tên Nani là do chị gái của anh đặt để dễ giao tiếp hơn so với tên gọi quá dài khi xưa Luís Carlos Almeida da Cunha. Gia đình Nani di cư từ Praia đến Bồ Đào Nha rất sớm. Anh được nuôi dưỡng bởi người dì ở quận Amadora, thủ đô Lisboa. Khi còn thơ ấu anh thường chơi bóng với người bạn Manuel Fernandes, hiện đang là cầu thủ đang thi đấu ở vị trí tiền vệ cho CLB Fenerbahçe.

## Sự nghiệp thi đấu

### Lúc còn nhỏ
Nani đam mê bóng đá từ khi còn nhỏ và anh thường chơi bóng đá ngoài đường phố sau mỗi giờ đi học về. Lúc đó, anh được các trẻ nhỏ ở đó ngưỡng mộ với kĩ thuật cá nhân điêu luyện và tốc độ chạy đáng khen. Anh trưởng thành từ lò đào tạo F.C. Porto, và anh đã chơi cho đội trẻ trong một thời gian dài trước khi gia nhập CLB Sporting Lisbon.
"Khi còn rất trẻ tôi thường tới quảng trường địa phương, nơi chúng tôi vẫn thường chơi bóng và tập luyện một mình. Đôi khi tôi còn dành cả buổi chiều ở đó để tập sút bằng chân phải, sau đó là với chân trái. Tôi cũng tập cách sút bóng sao cho thật căng và xoáy. Tôi luôn muốn trau dồi khả năng của bản thân. Và bây giờ những nỗ lực của tôi đã được đền đáp", Nani cho biết trên trang chủ của Man United.

### Tại câu lạc bộ

#### Sporting
Nani gia nhập Sporting vào mùa giải 2005-06. Ở mùa giải đầu tiên anh thi đấu được 29 trận và đóng góp 4 bàn thắng. Ở mùa giải thứ hai, anh cũng thi đấu 29 trận và ghi 5 bàn thắng. Anh cũng thi đấu 6 trận ở đấu trường châu Âu, ghi được 1 bàn thắng.

#### Manchester United
Nani chuyển sang thi đấu cho Manchester United với giá chuyển nhượng không được tiết lộ, nhưng nằm trong khoảng từ 14 đến 17 triệu bảng. Nani đã vượt qua kỳ kiểm tra y tế vào ngày 6 tháng 6 năm 2007, và sau đó ký hợp đồng thi đấu 5 năm với Manchester United
Nani đã ghi bàn ngày trong trận đấu giao hữu trước mùa giải với CLB Thân Hoa Thượng Hải, trận đấu mà M.U chiến thắng với tỷ số 6-0. Anh cũng ghi bàn thắng ngay trận sau đó. Sir Alex Ferguson không hài lòng với màn ăn mừng bằng cách lộn Santo vì cho rằng sẽ gây chấn thương cho Nani. Nhưng anh không đồng ý và cho rằng "Ông ấy (Ferguson) không nên khuyên tôi, và tôi tiếp tục sẽ ăn mừng như thế nếu ghi được bàn thắng".

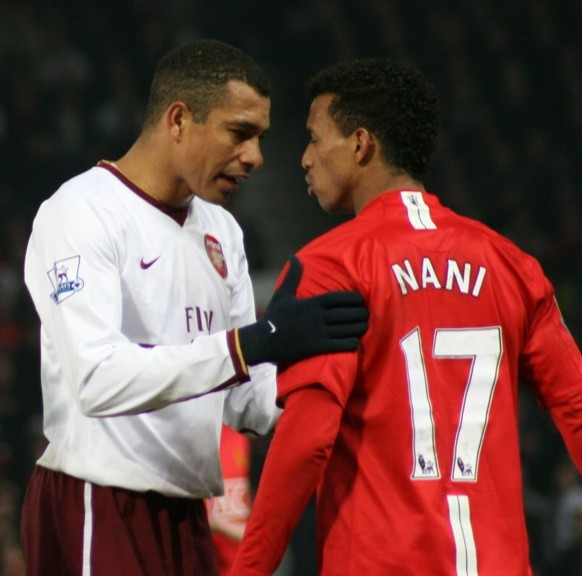
Nani với Gilberto Silva (Arsenal)

Nani có trận đấu chính thức đầu tiên vào ngày 5 tháng 8 năm 2007 sau khi vào sân từ băng ghế dự bị trong trận Siêu cúp nước Anh với CLB Chelsea. Anh đã có danh hiệu đầu tiên khi Quỷ đỏ giành chiến thắng 3-0 trên chấm luân lưu, sau khi 2 đội hòa nhau 1-1 suốt 120 phút.
Nani có trận đấu đầu tiên ở Premier League, khi được vào sân thay cho Wayne Rooney, sau khi Rooney bị chấn thương bàn chân trong cuộc đối đầu với Reading vào ngày 12 tháng 8. Vào ngày 26 tháng 8 năm 2007, anh có bàn thắng chính thức đầu tiên từ cú sút từ khoảng cách 30m trong cuộc đối đầu với Tottenham. Anh cũng quay trở lại câu lạc bộ cũ trong khuôn khổ Champions League vào tháng 9. Trong trận đấu này người đồng đội của anh là Cristiano Ronaldo cũng là người cũ của CLB Sporting Lisbon đã ghi bàn thắng duy nhất của trận đấu.

Vào ngày 21 tháng 5 năm 2008, anh đã có danh hiệu Champions League cùng với Manchester sau khi đánh bại Chelsea trong trận chung kết sau những loạt penalty căng thẳng. Cũng trong năm này Nani còn giành chức vô địch Premier League cùng với Manchester United.

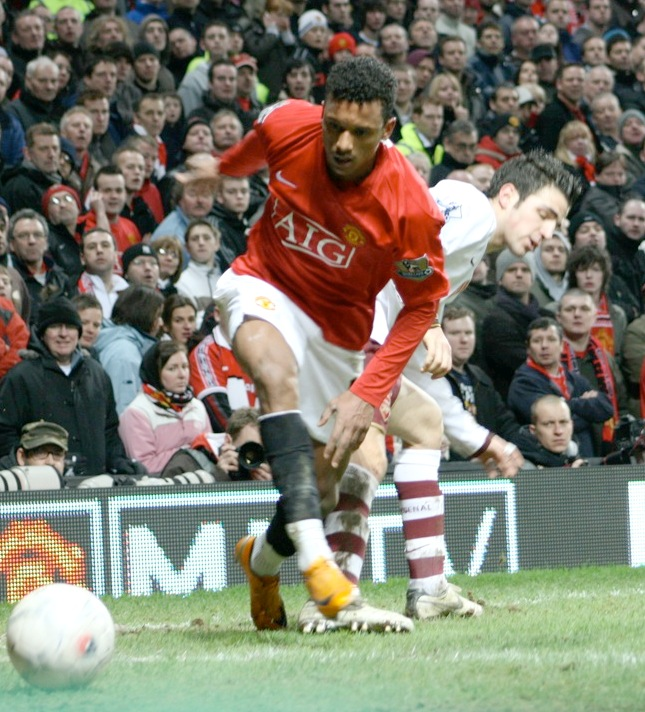
Nani chơi cho Manchester United mùa giải 2007–08

Mùa giải 2010–11, Nani là một trong những chân sút và là người chuyền bóng tốt nhất của M.U. Tuy nhiên, ở giai đoạn cuối của mùa giải, tiền vệ người Bồ Đào Nha không thể có được một vị trí chính thức trong đội hình của M.U bởi sự trở lại của Valencia sau chấn thương.
Ở mùa hè này, với sự có mặt của tân binh Ashley Young, giới chuyên môn đánh giá cơ hội ra sân đá chính của Nani thậm chí còn nhỏ đi rất nhiều. Đã xuất hiện một số thông tin về khả năng ra đi của tiền vệ 24 tuổi. Song như những tuyên bố trước đó về việc sẽ ở lại và cạnh tranh một vị trí chính thức, Nani đang từng bước chứng tỏ mình. Ở trận đấu cuối cùng của M.U trong chuyến du đấu trên đất Mỹ, chính anh là người góp công lớn giúp "Quỷ đỏ" có chiến thắng 2-1 trước Barcelona.
Trong bài phát biểu của mình, huấn luyện viên Ferguson tin rằng Nani đã có những bước tiến bộ kể từ giữa mùa bóng năm ngoái để dần trở thành một trong những gương mặt quan trọng nhất trong đội hình Manchester United vào thời điểm này và sẽ sớm thay thế được người đồng hương Cristiano Ronaldo.
"Tôi không cần phải dành cho Nani những lời khen ngợi khi mà báo chí đã nói đến khá nhiều về sự tiến bộ của cậu ấy. Năm nay mới 24 tuổi, Nani hoàn toàn có đủ thời gian và điều kiện để sớm trở thành một ngôi sao lớn trong thời gian không xa".

##### Mùa 2010–11
Ngày 22 tháng 8 năm 2010, Nani đã bỏ lỡ một quả phạt đền ở phút thứ 87 với Fulham, và họ bị gỡ hòa sau đó hai phút sau đó bởi Brede Hangeland và trận đấu kết thúc với tỷ số 2-2. Sáu ngày sau đó trong một chiến thắng ở sân nhà 3-0 trước West Ham United, Nani ghi bàn thắng đầu tiên của mùa giải sau đương kiến tạo của Dimitar Berbatov và trở thành cầu thủ xuất sắc nhất trận. Nani ghi bàn và kiến tạo cho Michael Owen trong trân hòa với Bolton Wanderers vào ngày 26 tháng 9. Ngày 16 tháng 10, Nani ghi bàn thứ 2 cho United trong trận hòa 2-2 với West Bromwich Albion ở sân nhà. Bốn ngày sau đó, Nani ghi bàn đầu tiên trong trận Champions League của mùa giải, giành chiến thắng trên sân nhà 1-0 trước Bursaspor. Nani ghi một bàn thắng gây tranh cãi thứ hai khi United đã đánh bại Tottenham Hotspur 2-0 tại sân nhà vào ngày 30 tháng 10. Nani ghi bàn vào lưới trống sau khi đoat lấy bóng của thủ môn Heurelho Gomes của Tottenham, sau khi anh này định lăn bóng ra ngoài để phát bóng lên. Tuy nhiên, trọng tài Mark Clattenburg đã không thổi còi trước đó và tại thời điểm Nani ngã trước đó va bàn thắng được công nhận. Ngày 27 tháng 11, Nani ghi bàn thắng thứ 5 cho United trong chiến thắng 7-1 trên sân nhà trước Blackburn Rovers. Nani ghi bàn thắng đầu tiên của năm 2011 khi anh ghi bàn thắng quyết định 2-1 trước Stoke City vào ngày 4 tháng 1 bằng cú xa ngoài vòng cấm. Ngày 22 tháng 1, Nani ghi bàn thắng cuối cùng của đội nhà trong chiến thắng 5-0 trước Birmingham City. Nani ghi bàn thắng duy nhất cho United trong trận đầu tiên của lượt 2 Ngoại hạng Anh, tuy nhiên đã phải nhận thất bại 2-1 trước Wolves vào ngày 05 tháng 2. Bảy ngày sau đó, Nani ghi bàn mở tỷ số trong trận derby Manchester, trong chiến thắng 2-1 trước Manchester City ở sân nhà. Ngày 06 tháng 3, Trong trận làm khách của MU trước Liverpool tại Anfield, Nani đã bị chấn thương sau pha vào bóng vô cùng ác ý của Jamie Carragher trong hiệp một. Nani đã rơi nước mắt sau khi chấn thương bởi nghỉ rằng anh sẽ phải xa rời sân cỏ trong thời gian dài. Sau trận đấu theo báo chí Manchester United, người ta tin Nani đã bị gãy chân. Tuy nhiên rất may điều này không xảy ra và anh bắt đầu tập luyện vào tuần sau đó. Người ta cho rằng Nani sẽ phải xa sân cỏ đến ba tuần và sẽ chỉ trở lại vào tháng 4, Tuy nhiên, sau một thời gian ngắn anh đã phục hồi và chơi tới phút 61 trong trận thắng 2-1 trước Marseille ngày 15 tháng 3. Trước phong độ ấn tượng của Nani, anh đã được tiết lộ như là một ứng cử viên cầu thủ xuất sắc nhất của Hiệp hội cầu thủ chuyên nghiệp (PFA), cầu thủ trẻ của năm giải thưởng cùng với đồng đội Javier Hernández vào ngày 08 tháng 4. Tuy nhiên, nhiều người, bao gồm cả Nani, bày tỏ sự ngạc nhiên của họ mà anh không được đề cử cho giải thưởng chính, và nhiều người đã coi đây là một giải vớ vẩn.Sau đề cử, anh kiến tạo 2 lần trong chiến thắng 2-0 trên sân nhà trước Fulham vào ngày 09 tháng 4. Nani bị Jack Wilshere giành mất danh hiệu cầu thủ trẻ của PFA của năm vào ngày 18 Tháng Tư, nhưng anh đã được đưa vào đội hình PFA Premier League của năm cho lần đầu tiên. Anh được trao giải thưởng cho mùa giải xuất sắc của mình và anh được bình chọn là cầu thủ chơi của năm tại đêm trao giải của câu lạc bộ vào ngày 18 tháng 5.

##### Mùa 2011–12
Nani đã bắt đầu mùa giải mới bằng cách ghi 2 bàn trong trận Community Shield 2011 với đối thủ không đội trời chung Manchester City, bàn quyết định váo phút ̣94 sau sai lầm ngớ ngẩn của Vincent Kompany bên Manchester City, ấn định kết quả giành chiến thắng 3-2 vào ngày 7 tháng 8 năm 2011. Anh ghi bàn thắng đầu tiên của mùa giải 2011-12 bằng bàn thắng thứ 5 cho United trong chiến thắng 8-2 trước Arsenal vào ngày 28 tháng 8. Nani đã đánh dấu cột mốc 100 trận tại Premier League bằng một màn trình diễn siêu việt. M.U hạ gục kình địch Chelsea 3-1 để bảo toàn thành tích toàn thắng từ đầu mùa, còn tiền vệ người Bồ Đào Nha cống hiến cho người xem một tuyệt tác thực sự trong một trận đấu có tới 4 bàn thắng và vô số cơ hội bị bỏ lỡ một cách vô cùng ngớ ngẩn, pha ghi bàn của Nani ở phút thứ 37 thực sự là một điểm sáng về cách thức thực hiện cũng như ý nghĩa. Sau pha đi bóng đầy quyết đoán từ bên cánh phải vào trung lộ, "số 17" đã tung một cú duỗi mu cực kỳ căng và hiểm hóc đưa trái bóng vượt hẳn ra ngoài tầm với của Petr Cech và bay vào góc xa khung thành M.U. Hàng phòng ngự Chelsea cũng có phần lơ là khi không áp sát Nani một cách sớm hơn, nhưng thành thực mà nói, họ không nghĩ rằng tiền vệ người Bồ lại có thể tung ra một cú dứt điểm hiểm hóc đến như thế. Trong trận đấu sau đó của United tại sân vận động Britannia, Nani ghi bàn thắng thứ ba trong mùa giải trong trận hòa 1-1 với Stoke City sau pha phối hợp với Darren Fletcher. Nani ra sân chính thức trong trận đấu với đối thủ cùng thành phố Manchester City, nơi anh và các đồng đội đã chịu thảm bại 1-6, đây là trận thảm bại nhất trong lịch sử MU. Ngày 1 tháng 11, Nani đã lọt vào danh sách uy tín FIFA Ballon d'Or, trong đó chỉ bốn cầu thủ Premier League như Luis Suárez, Sergio Aguero và đồng đội tại Manchester United Wayne Rooney. Ngày 10 tháng 12, trận đấu đầu tiên sau khi MU bị loại khỏi UEFA Champions League, Nani lập một cú đúp trước Wolves. Anh mở tỉ số ở phút 17, sau cú sút xa vào phía góc trái. Anh ghi bàn thắng thứ hai của mình ở phút 56, Nani sút ghi bàn vào chính giữa khung thành từ đường chuyền bóng chéo cánh của Antonio Valencia nâng tỉ số lên 3-1. Anh sau đó đã được thay thế Ashley Young và trận dấu kết thúc với tỉ số 4-1 cho đội chủ nhà. Nani đánh đầu ghi bàn vào góc thấp bên trái khung thành từ đường chuyền bóng chéo cánh sau quả phạt góc của Ryan Giggs vào ngày 21 tháng 12. Nani đã kiến tạo cho Danny Welbeck ghi bàn đường chuyền bóng chéo cánh. Sau đó Nani kiến tạo cho Ryan Giggs sau đường chuyền của mình. Nani bị chấn thương bàn chân từ một pha vào bóng của hậu vệ Arsenal Laurent Kolscielny ở phút 75 và được thay thế bởi cầu thủ chạy cánh Ashley Young trong trận đấu của United với Arsenal vào ngày 22 tháng 1, mà kết quả là chiến thắng 2-1. Nani sợ rằng anh có thể đã bị gãy xương bàn chân, do đó không thể chơi trong 2 tháng. Nani trở lại bóng đá vào ngày 15 tháng 4 tại trận đấu của Man United với Aston Villa để thay thế Ashley Young bên cánh trái. Anh đã ghi một bàn thắng trong phút bù giờ (phút 90+3) từ đường chuyền bóng của Jonny Evans, ấn định kết quả chiến thắng 4-0 trước Villa. Nani sau đó, ghi một bàn khác trong một trận hòa 4-4 tại Old Trafford với Everton.

##### Mùa 2012–13
Đây là mùa giải cuối cùng mà Sir Alex Ferguson tại vị và cũng được coi là mùa giải cuối cùng mà Nani đạt đỉnh cao phong độ tại Manchester United. Trong trận gặp Real Madrid tại lượt về vòng 1/8 UEFA Champions League, anh có một tình huống cao chân đối với hậu vệ Álvaro Arbeloa của đối phương. Tuy nhiên anh lại bị trọng tài Cüneyt Çakır rút thẻ đỏ truất quyền thi đấu một cách đầy oan nghiệt. Tấm thẻ đỏ ấy gần như đã chấm dứt hoàn toàn sự nghiệp chơi bóng đỉnh cao của Nani tại Manchester United.

##### Mùa 2013–14
Vào ngày 5 tháng 9 năm 2013, Nani gia hạn hợp đồng với Manchester United cho đến năm 2018. Anh bắt đầu trận đấu đầu tiên của mùa giải 2013–14 gặp Liverpool tại League Cup. Mặc dù vậy, Nani đã dành phần lớn mùa giải để chống chọi với chấn thương và cố gắng tìm lại phong độ. Anh ghi bàn duy nhất 1 lần trong mùa giải.

#### Cho mượn tại Sporting CP
Vào ngày 19 tháng 8 năm 2014, Sporting CP thông báo đưa Nani trở lại câu lạc bộ dưới dạng cho mượn dài hạn từ Manchester United, như một phần của thỏa thuận đưa trung vệ Marcos Rojo đến United. Nani được trao chiếc áo số 77.
Nani đã trở lại Estádio José Alvalade trong trận đấu tại Primeira Liga với Arouca, 4 ngày sau khi ký hợp đồng. Anh đã bỏ lỡ một quả phạt đền, nhận một thẻ vàng và bị thay ra ở phút 77 khi trận đấu kết thúc với chiến thắng 1–0 cho Sporting. Anh ghi bàn thắng đầu tiên vào ngày 17 tháng 9, mở ra trận hòa 1-1 trên sân của Maribor trong trận đấu đầu tiên của vòng bảng UEFA Champions League 2014–15, anh cũng được bầu chọn là cầu thủ hay nhất trận. Nani ghi bàn thắng đầu tiên ở giải đấu cho câu lạc bộ 4 ngày sau đó trong chiến thắng 4–0 trước Gil Vicente. Vào ngày 3 tháng 1 năm 2015, Nani đã bị đuổi khỏi sân trong chiến thắng 3–0 trước Estoril. Nani đã ghi bàn trong chiến thắng trên chấm luân lưu của Sporting trước Braga trong trận chung kết Cúp quốc gia Bồ Đào Nha năm 2015, mang về cho câu lạc bộ chiếc cúp đầu tiên kể từ năm 2008.

#### Fenerbahçe

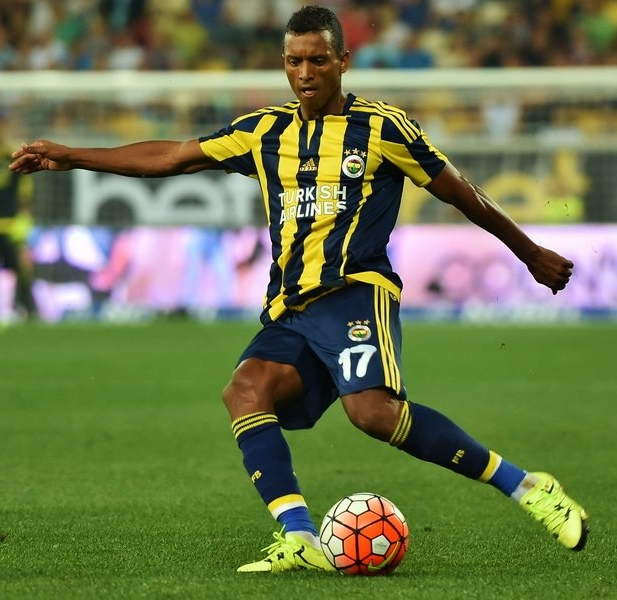
Nani đá cho Fenerbahce năm 2015

Vào ngày 6 tháng 7 năm 2015, Nani gia nhập câu lạc bộ Thổ Nhĩ Kỳ Fenerbahçe trong 3 năm với phí chuyển nhượng 4,25 triệu bảng. Anh cùng đồng đội cũ ở Man United, Robin van Persie, ra mắt 22 ngày sau trong trận hòa không bàn thắng trên sân nhà trước Shakhtar Donetsk ở vòng sơ loại thứ 3 Champions League 2015-16. Anh ghi 2 bàn thắng, trong đó có bàn thắng ấn định tỷ số 2-1 từ một pha đá phạt trực tiếp ở hiệp 2 với Antalyaspor vào ngày 30 tháng 8.
Vào ngày 26 tháng 5 năm 2016, Nani đã bị đuổi khỏi sân trong trận chung kết Cúp quốc gia Thổ Nhĩ Kỳ vì đã vỗ tay mỉa mai trọng tài sau trận thua 0-1 trước đối thủ Galatasaray.

#### Valencia
Vào tháng 7 năm 2016, Nani ký hợp đồng với Valencia theo hợp đồng 3 năm, với việc Valencia trả một khoản phí không được tiết lộ - được cho là 7,2 triệu bảng - để hoàn tất vụ chuyển nhượng.
Nani đã bị treo giò trong trận mở màn mùa giải của Valencia trước Las Palmas vì chưa chấp hành án treo giò từ trận cuối cùng cho Fenerbahçe. Anh ra mắt vào ngày 27 tháng 8 trong trận thua 0-1 trước Eibar. Vào ngày 25 tháng 9, trong trận đấu thứ 500, anh đã ghi bàn đầu tiên cho Valencia với bàn thắng thứ 100 để ấn định chiến thắng 2-1 trước Leganés. Trong 1 mùa giải ở Mestalla, anh đã bị 4 chấn thương cơ trong suốt mùa - trái ngược với năm trước của anh ấy ở Thổ Nhĩ Kỳ, nơi anh ấy chơi 64 trận cho câu lạc bộ và quốc gia.

#### Cho mượn tại Lazio
Vào ngày 31 tháng 8 năm 2017, Lazio thông báo việc ký hợp đồng với Nani theo dạng cho mượn kéo dài 1 mùa giải. Anh ghi bàn thắng đầu tiên cho Lazio vào ngày 29 tháng 10, bàn thắng cuối cùng trong chiến thắng 5–1 trên sân khách trước Benevento.

#### Trở lại Sporting CP
Vào ngày 11 tháng 7 năm 2018, Sporting thông báo Nani sẽ trở lại câu lạc bộ. Anh ghi 2 bàn trong chiến thắng 2-1 trên sân nhà trước Vitória Setúbal vào ngày 18 tháng 8. Trong một trong những trận đấu cuối cùng của anh ấy vào ngày 26 tháng 1, trận chung kết Taça da Liga 2019 ở Braga, anh đã ghi bàn thắng cuối cùng của Sporting khi họ đánh bại Porto 3-1 trên chấm 11m sau trận hòa 1-1.

#### Orlando City
Vào ngày 18 tháng 2 năm 2019, Nani chuyển đến Orlando City theo hợp đồng 3 năm theo thỏa thuận Cầu thủ được chỉ định. Anh ra mắt câu lạc bộ vào ngày 2 tháng 3, vào sân thay người ở phút thứ 70 trong trận hòa 2–2 trên sân nhà trước New York City FC; Nani ghi một đường kiến tạo vào bàn gỡ hòa của Dom Dwyer. Anh ghi bàn thắng đầu tiên cho đội vào ngày 6 tháng 4 năm 2019, khi ghi 2 bàn trong chiến thắng 4–3 trên sân nhà trước Colorado Rapids, bao gồm cả quả phạt đền ở phút 89.
Vào ngày 31 tháng 7 năm 2020, anh đá hỏng quả phạt đền trước Los Angeles FC trong trận tứ kết MLS is Back Tournament nhưng sau đó đã kiến tạo để gỡ hòa vào phút cuối và ghi bàn thắng quyết định trong loạt đá luân lưu. Orlando City cuối cùng đã kết thúc ở vị trí á quân của giải đấu khi để thua Portland Timbers trong trận chung kết.
Vào ngày 26 tháng 11 năm 2021, Nani thông báo anh sẽ rời Orlando City sau khi hết hạn hợp đồng.

#### Venezia
Sau khi hết hạn hợp đồng với Orlando City cuối năm 2021, Nani nhận lời gia nhập Venezia theo dạng chuyển nhượng tự do. Bản giao kèo giữa đôi bên có thời hạn 18 tháng, đến hết mùa 2022-2023. Tại đây, Nani sẽ khoác áo số 20. Tuy nhiên, vào tháng 7 năm 2022, đội bóng này đã chấm dứt hợp đồng với Nani trước thời hạn.

#### Melbourne Victory
Sau khi rời khỏi Venezia, Nani gia nhập Melbourne Victory với bản hợp đồng có thời hạn 2 năm, kết thúc vào giữa 2024. Số áo của Nani trở lại là 17.
Ngày 9 tháng 12 năm 2024, Nani chính thức giã từ sự nghiệp thi đấu quốc tế sau 19 năm thi đấu chuyên nghiệp.

### Tại đội tuyển quốc gia

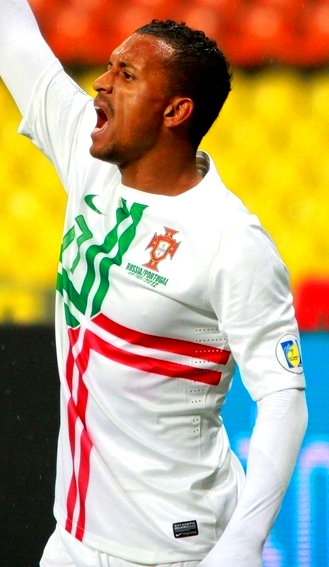
Nani chơi cho Bồ Đào Nha năm 2012

Nani là thành viên trẻ nhất của đội U21 Bồ Đào Nha tại giải U21 vô địch châu Âu. Anh khoác áo đội tuyển quốc gia Bồ Đào Nha đầu tiên vào ngày 1 tháng 6 năm 2006 trong trận giao hữu thua 2-4 trước Đan Mạch, trận đấu mà anh góp công vào 1 bàn thắng
Sau đó anh cũng đã có 2 bàn thắng trông trận thắng 2-1 trước đội tuyển Bỉ. Phong độ tuyệt vời của anh đã được Luiz Felipe Scolari gọi vào đội tuyển tại Euro 2008 cùng với người đồng đội tại câu lạc bộ Manchester là Cristiano Ronaldo. Ở giải đấu này phong độ của anh không được tốt cũng một phần lý do anh chỉ là dự bị ít được vào sân.
Năm 2016, anh cùng đội tuyển Bồ Đào Nha giành chức vô địch Euro đầu tiên trong lịch sử sau khi vượt qua đội tuyển Pháp ở trận chung kết.
Năm 2017, sau Cúp Liên đoàn các châu lục 2017, anh chính thức từ giã tuyển Bồ Đào Nha, khép lại sự nghiệp thi đấu trong màu áo đội tuyển quốc gia của anh. Tổng cộng anh đã thi đấu 112 trận và ghi được 24 bàn thắng, tham dự 1 kỳ World Cup duy nhất (2014) và 3 kỳ Euro (2008, 2012, 2016).

## Cách ăn mừng
Nani thường ăn mừng với một cú nhảy mortal (Tiếng Anh: Leap of death - Cú nhảy của cái chết). Cách ăn mừng bàn thắng của anh được người ta nhắc đến nhiều. Bởi những cú nhào lộn như thế dễ gây chấn thương cho cầu thủ. Trong bóng đá những cầu thủ ăn mừng kiểu này cũng không ít, tiêu biểu như Obafemi Martins và Lomana LuaLua. Anh thường luyện tập ăn mừng lúc còn là cậu bé, vì thế đối với anh đó là động tác bình thường.

## Thống kê sự nghiệp

### Câu lạc bộ
| Câu lạc bộ          | Mùa giải            | Giải đấu            | Giải đấu | Giải đấu | Cúp quốc gia | Cúp quốc gia | Cúp liên đoàn | Cúp liên đoàn | Châu Âu | Châu Âu | Khác | Khác | Tổng cộng | Tổng cộng |
| Câu lạc bộ          | Mùa giải            | Hạng đấu            | Trận     | Bàn      | Trận         | Bàn          | Trận          | Bàn           | Trận    | Bàn     | Trận | Bàn  | Trận      | Bàn       |
| ------------------- | ------------------- | ------------------- | -------- | -------- | ------------ | ------------ | ------------- | ------------- | ------- | ------- | ---- | ---- | --------- | --------- |
| Sporting CP         | 2005–06             | Primeira Liga       | 29       | 4        | 5            | 1            | —             | —             | 2       | 0       | —    | —    | 36        | 5         |
| Sporting CP         | 2006–07             | Primeira Liga       | 29       | 5        | 5            | 0            | —             | —             | 6       | 1       | —    | —    | 40        | 6         |
| Sporting CP         | Tổng cộng           | Tổng cộng           | 58       | 9        | 10           | 1            | —             | —             | 8       | 1       | —    | —    | 76        | 11        |
| Manchester United   | 2007–08             | Premier League      | 26       | 3        | 2            | 1            | 1             | 0             | 11      | 0       | 1    | 0    | 41        | 4         |
| Manchester United   | 2008–09             | Premier League      | 13       | 1        | 2            | 2            | 6             | 3             | 7       | 0       | 3    | 0    | 31        | 6         |
| Manchester United   | 2009–10             | Premier League      | 23       | 3        | 0            | 0            | 2             | 0             | 8       | 2       | 1    | 1    | 34        | 6         |
| Manchester United   | 2010–11             | Premier League      | 33       | 9        | 3            | 0            | 0             | 0             | 12      | 1       | 1    | 0    | 49        | 10        |
| Manchester United   | 2011–12             | Premier League      | 29       | 8        | 1            | 0            | 0             | 0             | 9       | 0       | 1    | 2    | 40        | 10        |
| Manchester United   | 2012–13             | Premier League      | 11       | 1        | 5            | 1            | 1             | 1             | 4       | 0       | —    | —    | 21        | 3         |
| Manchester United   | 2013–14             | Premier League      | 11       | 0        | 0            | 0            | 1             | 0             | 1       | 1       | 0    | 0    | 13        | 1         |
| Manchester United   | 2014–15             | Premier League      | 1        | 0        | 0            | 0            | 0             | 0             | —       | —       | —    | —    | 1         | 0         |
| Manchester United   | Tổng cộng           | Tổng cộng           | 147      | 25       | 13           | 4            | 11            | 4             | 52      | 4       | 7    | 3    | 230       | 40        |
| Sporting CP (mượn)  | 2014–15             | Primeira Liga       | 27       | 7        | 3            | 1            | 0             | 0             | 7       | 4       | —    | —    | 37        | 12        |
| Fenerbahçe          | 2015–16             | Süper Lig           | 28       | 8        | 6            | 3            | —             | —             | 13      | 1       | —    | —    | 47        | 12        |
| Valencia            | 2016–17             | La Liga             | 25       | 5        | 1            | 0            | —             | —             | —       | —       | —    | —    | 26        | 5         |
| Lazio (mượn)        | 2017–18             | Serie A             | 18       | 3        | 1            | 0            | —             | —             | 6       | 0       | —    | —    | 25        | 3         |
| Sporting CP         | 2018–19             | Primeira Liga       | 18       | 7        | 3            | 1            | 2             | 0             | 5       | 1       | —    | —    | 28        | 9         |
| Orlando City        | 2019                | MLS                 | 30       | 12       | 3            | 0            | —             | —             | —       | —       | —    | —    | 33        | 12        |
| Orlando City        | 2020                | MLS                 | 19       | 6        | —            | —            | 2             | 1             | —       | —       | 4    | 2    | 25        | 9         |
| Orlando City        | 2021                | MLS                 | 28       | 10       | —            | —            | 1             | 0             | 1       | 0       | —    | —    | 30        | 10        |
| Orlando City        | Tổng cộng           | Tổng cộng           | 77       | 28       | 3            | 0            | 3             | 1             | 1       | 0       | 4    | 2    | 88        | 31        |
| Venezia             | 2021–22             | Serie A             | 10       | 0        | —            | —            | —             | —             | —       | —       | —    | —    | 10        | 0         |
| Melbourne Victory   | 2022–23             | A-League            | 10       | 0        | 1            | 0            | —             | —             | —       | —       | —    | —    | 11        | 0         |
| Adana Demirspor     | 2023–24             | Süper Lig           | 28       | 4        | 1            | 0            | —             | —             | 5       | 0       | —    | —    | 34        | 4         |
| Estrela Amadora     | 2024–25             | Primeira Liga       | 9        | 1        | 1            | 0            | —             | —             | —       | —       | —    | —    | 10        | 1         |
| Tổng cộng sự nghiệp | Tổng cộng sự nghiệp | Tổng cộng sự nghiệp | 455      | 97       | 43           | 10           | 16            | 5             | 97      | 11      | 11   | 5    | 622       | 128       |

### Đội tuyển quốc gia
| Đội tuyển quốc gia | Năm       | Trận | Bàn |
| ------------------ | --------- | ---- | --- |
| Bồ Đào Nha         | 2006      | 4    | 1   |
| Bồ Đào Nha         | 2007      | 7    | 1   |
| Bồ Đào Nha         | 2008      | 11   | 3   |
| Bồ Đào Nha         | 2009      | 11   | 1   |
| Bồ Đào Nha         | 2010      | 7    | 3   |
| Bồ Đào Nha         | 2011      | 10   | 3   |
| Bồ Đào Nha         | 2012      | 14   | 1   |
| Bồ Đào Nha         | 2013      | 8    | 1   |
| Bồ Đào Nha         | 2014      | 11   | 1   |
| Bồ Đào Nha         | 2015      | 9    | 2   |
| Bồ Đào Nha         | 2016      | 14   | 6   |
| Bồ Đào Nha         | 2017      | 6    | 1   |
| Tổng cộng          | Tổng cộng | 112  | 24  |

### Bàn thắng quốc tế
| #   | Ngày                 | Địa điểm                                                | Đối thủ              | Bàn thắng | Kết quả | Giải đấu                      |
| --- | -------------------- | ------------------------------------------------------- | -------------------- | --------- | ------- | ----------------------------- |
| 1.  | 1 tháng 9 năm 2006   | Sân vận động Brøndby, Copenhagen, Đan Mạch              | Đan Mạch             | 2–2       | 4–2     | Giao hữu                      |
| 2.  | 2 tháng 6 năm 2007   | Sân vận động Nhà vua Baudouin, Brussels, Bỉ             | Bỉ                   | 0–1       | 1–2     | Vòng loại ÙEA FEuro 2008      |
| 3.  | 20 tháng 8 năm 2008  | Sân vận động Municipal de Aviero, Aveiro, Bồ Đào Nha    | Quần đảo Faroe       | 5–0       | 5–0     | Giao hữu                      |
| 4.  | 6 tháng 9 năm 2008   | Sân vận động quốc gia Ta' Qali, Attard, Malta           | Malta                | 0–4       | 0–4     | Vòng loại FIFA World Cup 2010 |
| 5.  | 10 tháng 9 năm 2008  | Sân vận động José Alvalade, Lisbon, Bồ Đào Nha          | Đan Mạch             | 1–0       | 2–3     | Vòng loại FIFA World Cup 2010 |
| 6.  | 14 tháng 10 năm 2009 | Sân vận động D. Afonso Henriques, Guimarães, Bồ Đào Nha | Malta                | 1–0       | 4–0     | Vòng loại FIFA World Cup 2010 |
| 7.  | 1 tháng 6 năm 2010   | Khu liên hợp thể thao Covilhã, Covilhã, Bồ Đào Nha      | Cameroon             | 3–1       | 3–1     | Giao hữu                      |
| 8.  | 8 tháng 10 năm 2010  | Sân vận động Dragão, Porto, Bồ Đào Nha                  | Đan Mạch             | 1–0       | 3–1     | Vòng loại UEFA Euro 2012      |
| 9.  | 8 tháng 10 năm 2010  | Sân vận động Dragão, Porto, Bồ Đào Nha                  | Đan Mạch             | 2–0       | 3–1     | Vòng loại UEFA Euro 2012      |
| 10. | 7 tháng 10 năm 2011  | Sân vận động Dragão, Porto, Bồ Đào Nha                  | Iceland              | 1–0       | 5–3     | Vòng loại UEFA Euro 2012      |
| 11. | 7 tháng 10 năm 2011  | Sân vận động Dragão, Porto, Bồ Đào Nha                  | Iceland              | 2–0       | 5–3     | Vòng loại UEFA Euro 2012      |
| 12. | 15 tháng 11 năm 2011 | Sân vận động Ánh sáng, Lisbon, Bồ Đào Nha               | Bosna và Hercegovina | 2–0       | 6–2     | Vòng loại UEFA Euro 2012      |
| 13. | 2 tháng 6 năm 2012   | Sân vận động Ánh sáng, Lisbon, Bồ Đào Nha               | Thổ Nhĩ Kỳ           | 1–2       | 1–3     | Giao hữu                      |
| 14. | 15 tháng 10 năm 2013 | Sân vận động Cidade de Coimbra, Coimbra, Bồ Đào Nha     | Luxembourg           | 2–0       | 3–0     | Vòng loại FIFA World Cup 2014 |
| 15. | 22 tháng 6 năm 2014  | Arena da Amazônia, Manaus, Brasil                       | Hoa Kỳ               | 1–0       | 2–2     | FIFA World Cup 2014           |
| 16. | 11 tháng 10 năm 2015 | Sân vận động Partizan, Belgrade, Serbia                 | Serbia               | 1–0       | 2–1     | Vòng loại UEFA Euro 2016      |
| 17. | 17 tháng 11 năm 2015 | Sân vận động Josy Barthel, Luxembourg City, Luxembourg  | Luxembourg           | 2–0       | 2–0     | Giao hữu                      |
| 18. | 28 tháng 3 năm 2016  | Sân vận động Dr. Magalhães Pessoa, Leiria, Bồ Đào Nha   | Bỉ                   | 1–0       | 2–1     | Giao hữu                      |
| 19. | 14 tháng 6 năm 2016  | Sân vận động Geoffroy-Guichard, Saint-Etienne, Pháp     | Iceland              | 1–0       | 1–1     | UEFA Euro 2016                |
| 20. | 22 tháng 6 năm 2016  | Parc Olympique Lyonnais, Lyon, Pháp                     | Hungary              | 1–1       | 3–3     | UEFA Euro 2016                |
| 21. | 6 tháng 7 năm 2016   | Parc Olympique Lyonnais, Lyon, Pháp                     | Wales                | 2–0       | 2–0     | UEFA Euro 2016                |
| 22. | 1 tháng 9 năm 2016   | Sân vận động Bessa, Porto, Bồ Đào Nha                   | Gibraltar            | 1–0       | 5–0     | Giao hữu                      |
| 23. | 1 tháng 9 năm 2016   | Sân vận động Bessa, Porto, Bồ Đào Nha                   | Gibraltar            | 2–0       | 5–0     | Giao hữu                      |
| 24. | 24 tháng 6 năm 2017  | Sân vận động Krestovsky, Saint Petersburg, Nga          | New Zealand          | 4–0       | 4–0     | FIFA Confederation Cup 2017   |

## Danh hiệu

### Câu lạc bộ

#### Sporting CP
- Cúp quốc gia Bồ Đào Nha (3): 2006–07, 2014–15, 2018–19
- Cúp Liên đoàn Bồ Đào Nha (1): 2018-19

#### Manchester United
- Premier League (4): 2007–08, 2008–09, 2010–11, 2012–13
- EFL Cup (2): 2008–09, 2009–10
- FA Community Shield (5): 2007, 2008, 2010, 2011, 2013
- UEFA Champions League (1): 2007–08
- FIFA Club World Cup (1): 2008

### Quốc tế
- UEFA European Championship: 2016